# Pell James
Pell James (Virginia, 30 aprile 1977) è un'attrice statunitense.

## Filmografia

### Cinema
- Le ragazze dei quartieri alti (Uptown girls), regia di Boaz Yakin (2003)
- Neighborhood Watch, regia di Graeme Whifler (2005)
- The King, regia di James Marsh (2005)
- Broken Flowers, regia di Jim Jarmusch (2005)
- Undiscovered, regia di Meiert Avis (2005)
- Confess - La verità.. è in rete, regia di Stefan C. Schaefer (2005)
- Satellite, regia di Jeff Winner (2005)
- Zodiac, regia di David Fincher (2007)
- Surveillance, regia di Jennifer Lynch (2008)
- Fanboys, regia di Kyle Newman (2008)
- Controcorrente (Against the Current), regia di Peter Callahan (2009)
- Shrink, regia di Jonas Pate (2009)
- The Lincoln Lawyer, regia di Brad Furman (2011)
- Pawn Shop Chronicles, regia di Wayne Kramer (2013)
- Fire Squad - Incubo di fuoco (Only the Brave), regia di Joseph Kosinski (2017)
- Peppermint - L'angelo della vendetta (Peppermint), regia di Pierre Morel (2018)

### Televisione
- Law & Order - I due volti della giustizia – serie TV, episodio 12x15 (2002)
- Law & Order - Unità vittime speciali – serie TV, episodio 5x12 (2004)
- Casual – serie TV, episodio 2x02 (2016)
- SEAL Team – serie TV, episodio 1x07 (2017)
- Euphoria – serie TV, 2 episodi (2019-2021)

## Doppiatrici italiane
- Perla Liberatori in The King, Surveillance
- Francesca Manicone in Law & Order - Unità vittime speciali
- Marzia Dal Fabbro in Broken Flowers
- Valentina Mari in The Lincoln Lawyer
- Barbara De Bortoli in Peppermint - L'angelo della vendetta